# Rozmowy w toku
Rozmowy w toku – polski program telewizyjny typu talk-show emitowany na antenie TVN od 10 kwietnia 2000 do 4 listopada 2016, prowadzony przez Ewę Drzyzgę. Początkowo przez krótki okres program prowadziła Ewa Bakalarska.
7 października 2016 prowadząca Ewa Drzyzga ogłosiła, że ostatni odcinek programu zostanie wyemitowany 4 listopada 2016.
Program realizowany był w krakowskim ośrodku TVN, przy ul. Pułkownika Dąbka, we współpracy z ECM Productions.
Od września 2011 każdy odcinek nadawany był również w wersji z audiodeskrypcją.

## Charakterystyka programu
Polski talk-show, w którym zaproszeni do studia goście opowiadali swoje autentyczne historie. W programie często poruszane były kontrowersyjne tematy, jak również te przełamujące tematy tabu. Siłę programu stanowili prawdziwi goście, autentyczne historie i naturalne emocje. Każdy odcinek poruszał odrębny temat. W programie zazwyczaj gościł ekspert: psycholog lub specjalista będący ekspertem w dziedzinie, którą dotykała tematyka odcinka.
W formule Rozmów w toku odbywał się dawniej piątkowy program Rozmowy intymne, w którym w studio gościły osoby zwierzające się ze swoich najbardziej intymnych przeżyć, zdarzeń oraz problemów. Były także cykle: „Zły Dotyk”, „Pocztylion – historie z listów”, „Galaktyka, czyli spowiedź VIP-a”, „Ewa w podróży”, „Babiniec”, „Ewa w Chicago” i „Rodzina do naprawy” (który pojawił się jesienią 2015).

## Spis serii
| Sezon telewizyjny | Sezon telewizyjny | Premiera serii   | Finał serii       | Pora emisji                                                        | Prowadząca     |
| ----------------- | ----------------- | ---------------- | ----------------- | ------------------------------------------------------------------ | -------------- |
| 1.                | wiosna 2000       | 10 kwietnia 2000 | 16 czerwca 2000   | poniedziałek–piątek 16.35                                          | Ewa Bakalarska |
| 2.                | jesień 2000       | 4 września 2000  | 15 grudnia 2000   | poniedziałek–piątek 18.15                                          | Ewa Drzyzga    |
| 3.                | wiosna 2001       | 19 lutego 2001   | 8 czerwca 2001    | poniedziałek–piątek 18.15                                          | Ewa Drzyzga    |
| 4.                | jesień 2001       | 3 września 2001  | 14 grudnia 2001   | poniedziałek–piątek 18.00                                          | Ewa Drzyzga    |
| 5.                | wiosna 2002       | 11 lutego 2002   | 7 czerwca 2002    | poniedziałek–piątek 18.00                                          | Ewa Drzyzga    |
| 6.                | jesień 2002       | 2 września 2002  | 13 grudnia 2002   | poniedziałek–piątek 18.00                                          | Ewa Drzyzga    |
| 7.                | wiosna 2003       | 17 lutego 2003   | 6 czerwca 2003    | poniedziałek–piątek 18.00                                          | Ewa Drzyzga    |
| 8.                | jesień 2003       | 1 września 2003  | 19 grudnia 2003   | poniedziałek–piątek 18.00                                          | Ewa Drzyzga    |
| 9.                | wiosna 2004       | 1 marca 2004     | 11 czerwca 2004   | poniedziałek–piątek 18.00                                          | Ewa Drzyzga    |
| 10.               | jesień 2004       | 6 września 2004  | 17 grudnia 2004   | poniedziałek–piątek 17.50                                          | Ewa Drzyzga    |
| 11.               | wiosna 2005       | 7 marca 2005     | 3 czerwca 2005    | poniedziałek–piątek 17.50                                          | Ewa Drzyzga    |
| 12.               | jesień 2005       | 5 września 2005  | 16 grudnia 2005   | poniedziałek–piątek 17.15                                          | Ewa Drzyzga    |
| 13.               | wiosna 2006       | 6 lutego 2006    | 2 czerwca 2006    | poniedziałek–piątek 17.15                                          | Ewa Drzyzga    |
| 14.               | jesień 2006       | 4 września 2006  | 15 grudnia 2006   | poniedziałek–piątek 17.15                                          | Ewa Drzyzga    |
| 15.               | wiosna 2007       | 1 lutego 2007    | 22 czerwca 2007   | poniedziałek–piątek 17.15                                          | Ewa Drzyzga    |
| 16.               | jesień 2007       | 3 września 2007  | 21 grudnia 2007   | poniedziałek–piątek 16.15                                          | Ewa Drzyzga    |
| 17.               | wiosna 2008       | 4 lutego 2008    | 30 maja 2008      | poniedziałek–piątek 16.15                                          | Ewa Drzyzga    |
| 18.               | jesień 2008       | 1 września 2008  | 12 grudnia 2008   | poniedziałek–piątek 16.15 (do 3 października 2008)                 | Ewa Drzyzga    |
| 18.               | jesień 2008       | 1 września 2008  | 12 grudnia 2008   | poniedziałek–piątek 15.45 (od 6 października 2008)                 | Ewa Drzyzga    |
| 19.               | wiosna 2009       | 16 lutego 2009   | 29 maja 2009      | poniedziałek–piątek 15.45                                          | Ewa Drzyzga    |
| 20.               | jesień 2009       | 7 września 2009  | 4 grudnia 2009    | poniedziałek–piątek 15.55                                          | Ewa Drzyzga    |
| 21.               | wiosna 2010       | 15 lutego 2010   | 28 maja 2010      | poniedziałek–piątek 15.55                                          | Ewa Drzyzga    |
| 22.               | jesień 2010       | 6 września 2010  | 17 grudnia 2010   | poniedziałek–piątek 15.55                                          | Ewa Drzyzga    |
| 23.               | wiosna 2011       | 7 lutego 2011    | 17 czerwca 2011   | poniedziałek–piątek 15.55                                          | Ewa Drzyzga    |
| 24.               | jesień 2011       | 5 września 2011  | 2 grudnia 2011    | poniedziałek–piątek 15.55                                          | Ewa Drzyzga    |
| 25.               | wiosna 2012       | 13 lutego 2012   | 25 maja 2012      | poniedziałek–piątek 15.55                                          | Ewa Drzyzga    |
| 26.               | jesień 2012       | 3 września 2012  | 30 listopada 2012 | poniedziałek–piątek 15.55                                          | Ewa Drzyzga    |
| 27.               | wiosna 2013       | 11 lutego 2013   | 31 maja 2013      | poniedziałek–piątek 16.00                                          | Ewa Drzyzga    |
| 28.               | jesień 2013       | 2 września 2013  | 6 grudnia 2013    | poniedziałek–piątek 16.00                                          | Ewa Drzyzga    |
| 29.               | wiosna 2014       | 10 lutego 2014   | 30 maja 2014      | poniedziałek–piątek 16.00                                          | Ewa Drzyzga    |
| 30.               | jesień 2014       | 1 września 2014  | 28 listopada 2014 | poniedziałek–piątek 16.00                                          | Ewa Drzyzga    |
| 31.               | wiosna 2015       | 9 lutego 2015    | 22 maja 2015      | poniedziałek–piątek 16.00                                          | Ewa Drzyzga    |
| 32.               | jesień 2015       | 1 września 2015  | 4 grudnia 2015    | poniedziałek–piątek 16.00 (do 2 października 2015)                 | Ewa Drzyzga    |
| 32.               | jesień 2015       | 1 września 2015  | 4 grudnia 2015    | poniedziałek–piątek 14.25 (od 5 października do 27 listopada 2015) | Ewa Drzyzga    |
| 32.               | jesień 2015       | 1 września 2015  | 4 grudnia 2015    | poniedziałek–piątek 15.00 (od 30 listopada 2015)                   | Ewa Drzyzga    |
| 33.               | wiosna 2016       | 8 lutego 2016    | 27 maja 2016      | poniedziałek–piątek 15.00                                          | Ewa Drzyzga    |
| 34.               | jesień 2016       | 1 września 2016  | 4 listopada 2016  | poniedziałek–piątek 15.00                                          | Ewa Drzyzga    |

## Oprawa programu

### Scenografia
- 2000–2001: pierwsze studio programu było utrzymane w kolorystyce niebiesko-pomarańczowej – we wrześniu 2000 roku studio przeszło zmiany kosmetyczne, logo zostało naklejone przy wejściu prowadzącej oraz na podłodze, gdzie przebywali goście programu.
- 2001–2006: drugie studio było inne, przy wejściu prowadzącej znajdowała się okrągła scena, na której znajdowało się logo programu, z tyłu prowadzącego znajdowało się koło, w którym przebywali goście, którzy zachowali swoją intymność, oraz znajdowały się prostokątne ściany w szarym kolorze, które wyświetlały kolory, takie jak kremowy, niebieski i szary; w 2003 roku studio przeszło lifting, ze sceny usunięto logo „Rozmów w toku”, a na ścianach pojawiły się kolory, takie jak różowy, czerwony i żółty; monitor, który znajdował się przy drzwiach, gdzie wchodził gość programu, został wymieniony na większy, po przemianie studia w niektórych miejscach znajdowały się czarne paski; w 2005 roku zmieniono siedzenia dla publiczności oraz dla gości programu.
- 2006–2014: trzecie studio było utrzymane w kolorystyce brązowej, na środku znajdowała się płaska okrągła scena, a tuż za nią podłoga, gdzie po jednej stronie znajdowała się publiczność, a po drugiej stronie miejsce dla gości, gdzie oni początkowo mówili przy tak zwanej „mówni”, która później została zastąpiona przez fotele bądź krzesła, za którym znajdował się monitor, który później został wymieniony na większy.
- 2015–2016: czwarte studio było bardziej nowoczesne niż poprzednie – kolorystyka brązowo-biała, na środku scena w kształcie sześciokąta, publiczność była bardziej przestrzenna, goście siadali na szarej kanapie, a za nią znajdowały się monitory[6].

### Logo
- 2000: logo składało się z pisanych liter – rozmowy w kolorze niebieskim, toku – czerwonym.
- 2000–2003: logo składało się z niebieskiego tła, na którym znajduje się biały napis rozmowy w oraz żółty napis toku.
- 2003–2014: logo składało się z purpurowego napisu rozmowy, białego w w pomarańczowym kwadracie, białego toku w purpurowym prostokącie; w 2005 roku z okazji świąt Bożego Narodzenia wprowadzono świąteczne logo – do standardowego logo dodano 3 bombki bądź przy specjalnych cyklach był przy logu pisanymi literami napis m.in. Chicago, Babiniec, Galaktyka, Pocztylion, Ewa w podróży; przy jubileuszowych odcinkach przy logu też pisanymi 10 lat albo nr 2000 (w 2000. odcinku programu).
- 2015–2016: logo składało się z biało-szaro-niebieskiego tła, na którym znajdował się czarny trójwymiarowy napis rozmowy w toku... (z wyjątkiem w, które było czerwone).

## Eksperci programu
- Iwona Wiśniewska – pedagog, psycholog
- Ewa Żeromska – seksuolog i pedagog
- Aleksandra Sarna – psycholog
- Karol Łojek – pedagog, psychoterapeuta
- Dorota Krzywicka – psycholog, seksuolog

## Nocne rozmowy w toku
W pierwszych latach emisji Rozmów w toku, w każdy piątek po godz. 22:00, na antenie TVN emitowano późną odsłonę programu, zatytułowaną Nocne rozmowy w toku. W tych wydaniach poruszane były bardziej kontrowersyjne tematy.

## Kontrowersje
W marcu 2011 Krajowa Rada Radiofonii i Telewizji nałożyła karę na TVN za odcinek Rozmów w toku z powodu naruszenia przepisów ustawy o radiofonii i telewizji w zakresie ochrony małoletnich. W kwietniu 2013 KRRiT ponownie nałożyła karę na TVN za 4 odcinki Rozmów w toku za treści wulgarne i drastyczne, a także emisje o nieodpowiedniej porze i niewłaściwe oznaczenia wiekowe. Telewizja TVN próbowała trzykrotnie odwołać się od nałożonej kary. Zarówno Sąd Okręgowy, Sąd Apelacyjny, jak i Sąd Najwyższy odrzuciły wnioski o kasację, a ostatecznie kara wyniosła 250 000 zł plus 8100 zł z tytułu kosztów postępowania sądowego.